# Guru Dutt
Guru Dutt (eigentlich Gurudatta Padukone; Konkani: ಗುರು ದತ್ತ್; Hindi गुरु दत्त Guru Datta; * 9. Juli 1925 in Bangalore; † 10. Oktober 1964 in Bombay) war ein indischer Filmregisseur, Schauspieler und Filmproduzent.

## Leben und Wirken
Ursprünglich nannten ihn seine Eltern Vasanth Kumar, nachdem er aber als Kind einen Unfall hatte, benannten sie ihn um in Gurudutt, da sie dies für glücklicher und vielversprechender hielten. Die Familie zog um nach Bengalen, wo Guru Dutt aufwuchs und zur Schule ging.
In den 1940er Jahren ging er nach Mumbai, entledigte sich seiner Vatersnamen und teilte seinen eigenen Namen in Guru und Dutt und unterstrich damit seine kulturelle Prägung. Da Dutt ein weit verbreiteter bengalischer Familienname ist, wurde er von vielen für einen Bengalen gehalten.
1944 lernte er in Pune Dev Anand kennen, und sie versprachen, sich gegenseitig zu unterstützen, sofern einer von ihnen im Filmgeschäft würde Fuß fassen können. Dies gelang letztlich beiden, sie traten im selben Jahr erstmals als Nebendarsteller in einem Film auf. Neben dieser Arbeit schrieb Guru Dutt Kurzgeschichten für eine lokale Zeitschrift.
Sein Filmdebüt als Regisseur hatte er 1951 bei Dev Anands Navketan Films mit Baazi. Der Film mit dem Produzenten Anand als Hauptdarsteller hatte durchschlagenden Erfolg. 1953 heiratete Dutt die Sängerin Geeta Roy, die er bei der Produktion dieses Films kennengelernt hatte. Guru Dutt drehte weitere Filme, unter anderem mit der Schauspielerin Waheeda Rehman, an der er auch persönliches Interesse fand. Den künstlerischen Höhepunkt seines Schaffens stellt der Film Pyaasa (1957) dar. Er handelt von einem von der materiellen Welt desillusionierten Dichter und trägt autobiografische Züge. Nach dem finanziellen Misserfolg seines ebenfalls autobiografischen Films Kaagaz Ke Phool (1959) ließ er die Filme seiner Produktionsfirma von anderen Regisseuren drehen, so bei Sahib Bibi Aur Ghulam (1962), der von Abrar Alvi gedreht wurde und Dutt einen Filmfare Award für den besten Film einbrachte. Zu Dutts ständigem Arbeitsteam gehörten neben dem Drehbuchautor Alvi auch der Kameramann V. K. Murthy und der Filmeditor Y. G. Chawhan.
Seine Ehe zerbrach aufgrund der Affäre mit Waheeda Rehman. Guru Dutt starb an einer Überdosis Schlaftabletten, die sowohl auf einen Unfall in Verbindung mit Alkohol als auch auf eine Selbsttötung aufgrund Depression zurückzuführen sein kann. Sein Sohn leugnete zuletzt 2004 in einem Interview zum 40. Todestag seines Vaters den Suizidverdacht.
Seit den 1970er Jahren wurden seine Filme auf verschiedenen Filmfestivals gezeigt und sein Name wird heute vor allem mit seiner Regietätigkeit assoziiert. Der Regisseur Shyam Benegal ist ihm ein entfernter Cousin mütterlicherseits.

## Filmografie

### Als Darsteller
- 1945: Lakhrani
- 1953: Baaz
- 1954: Aar Paar
- 1955: Mr. & Mrs. ’55
- 1957: Pyaasa
- 1958: Twelve O’Clock
- 1959: Kaagaz Ke Phool
- 1960: Chaudhvin Ka Chand
- 1962: Sautela Bhai
- 1962: Sahib Bibi Aur Ghulam
- 1963: Bharosa
- 1963: Bahurani
- 1964: Suhagan
- 1964: Sanjh Aur Savera

### Als Regisseur
- 1951: Baazi
- 1952: Jaal
- 1953: Baaz
- 1954: Aar Paar
- 1955: Mr. & Mrs. ’55
- 1956: Sailaab
- 1957: Pyaasa
- 1959: Kaagaz Ke Phool